# Audi Cabriolet
Unter der Verkaufsbezeichnung Audi Cabriolet wurde bei der Audi AG von Mai 1991 bis September 2000 ein Cabriolet angeboten, das auf dem Audi Coupé (Typ 89) basierte. Ab 1997 wurde das Modell bei Karmann in Rheine hergestellt.

## Modellgeschichte

### Allgemeines
Zu Beginn der Produktion gab es das Cabriolet nur mit dem bekannten 2.3-Liter-Fünfzylindermotor. Erst im November 1992 folgte der 2.8-Liter-V6-Motor mit 128 kW (174 PS).
Ab Januar 1993 war ein 2.0-Liter-Vierzylinder für das Cabrio erhältlich. Im Juni 1993 lief die Produktion des 2.6-Liter-V6-Motor mit 110 kW (150 PS) an.
1994 wurde der Fahrerairbag serienmäßig, als Option gab es einen Beifahrerairbag. Dieser wurde 1995 zur Serienausstattung hinzugefügt.
Zum Sommer 1994 wurde die Produktion des Fünfzylindermotors eingestellt.
Ab Juni 1995 stattete Audi das Cabrio (als erstes Cabriolet überhaupt) mit einem 1,9-l-Turbodieselmotor aus.
Im April 1997 erfolgte eine Modellpflege des Audi Cabriolets. Diese zeichnete sich aus durch eine optische Überarbeitung der Frontpartie und der Stoßfänger, ein geändertes Design der Ziffern im Kombiinstrument, welches an die damalige Baureihe des A4 angepasst wurde, sowie leichte Verbesserungen an Karosserie und Technik. Hinzu kam ein Vierzylinder mit 1,8 Liter Hubraum und 92 kW (125 PS).
Das Audi Cabriolet war über die gesamte Bauzeit lieferbar mit dem aus dem Audi 80 seinerzeit bekannten Fünfgang-Handschaltungsgetriebe sowie gegen Aufpreis mit einer Vierstufen-Automatik. Obwohl von Audi in Informations- und Werbematerialien zum Produktionsbeginn die spätere Verfügbarkeit eines quattro-Antriebes angekündigt wurde, blieb es bis zuletzt ausschließlich bei frontgetriebenen Fahrzeugen.

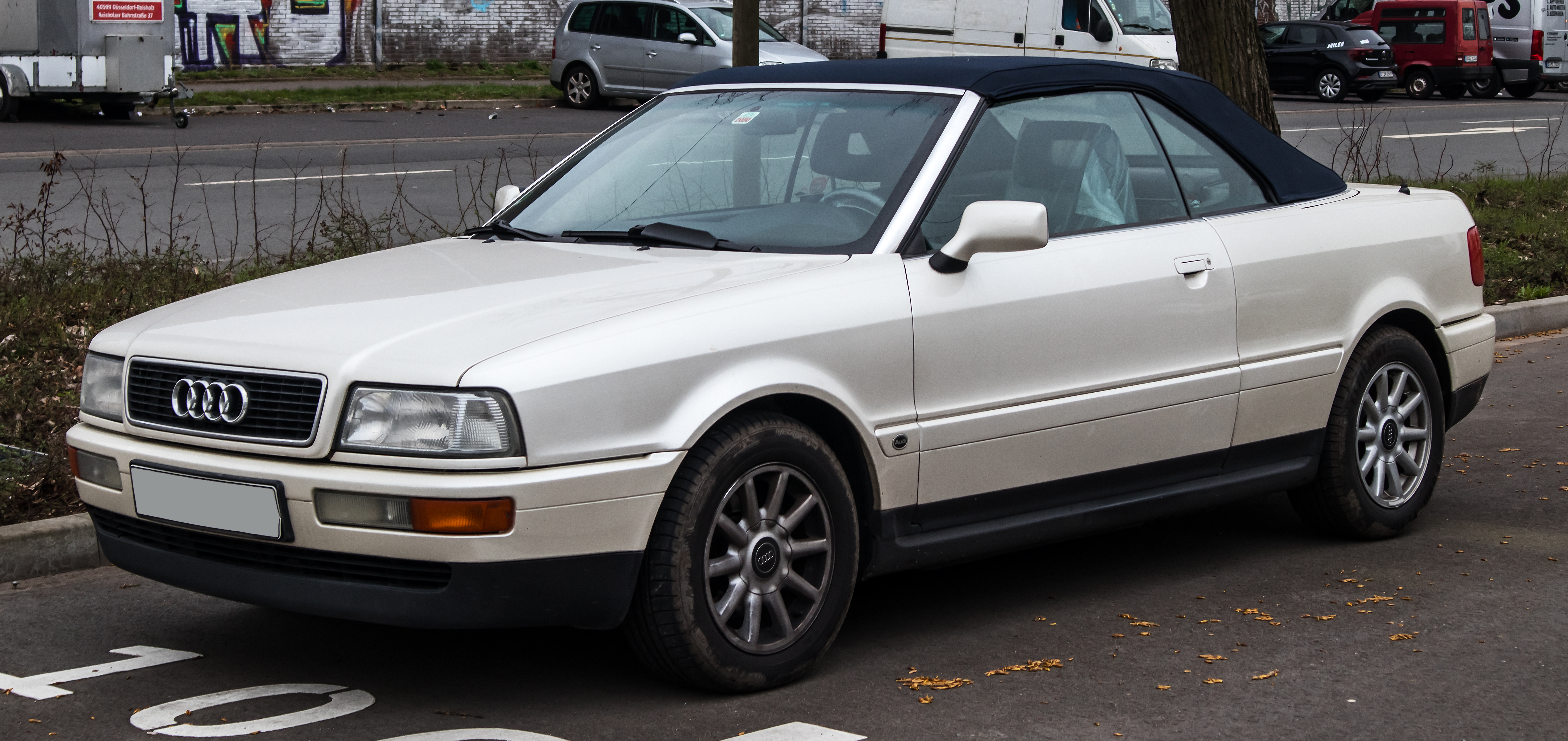
Audi Cabriolet R4+R5 (1991–1995)
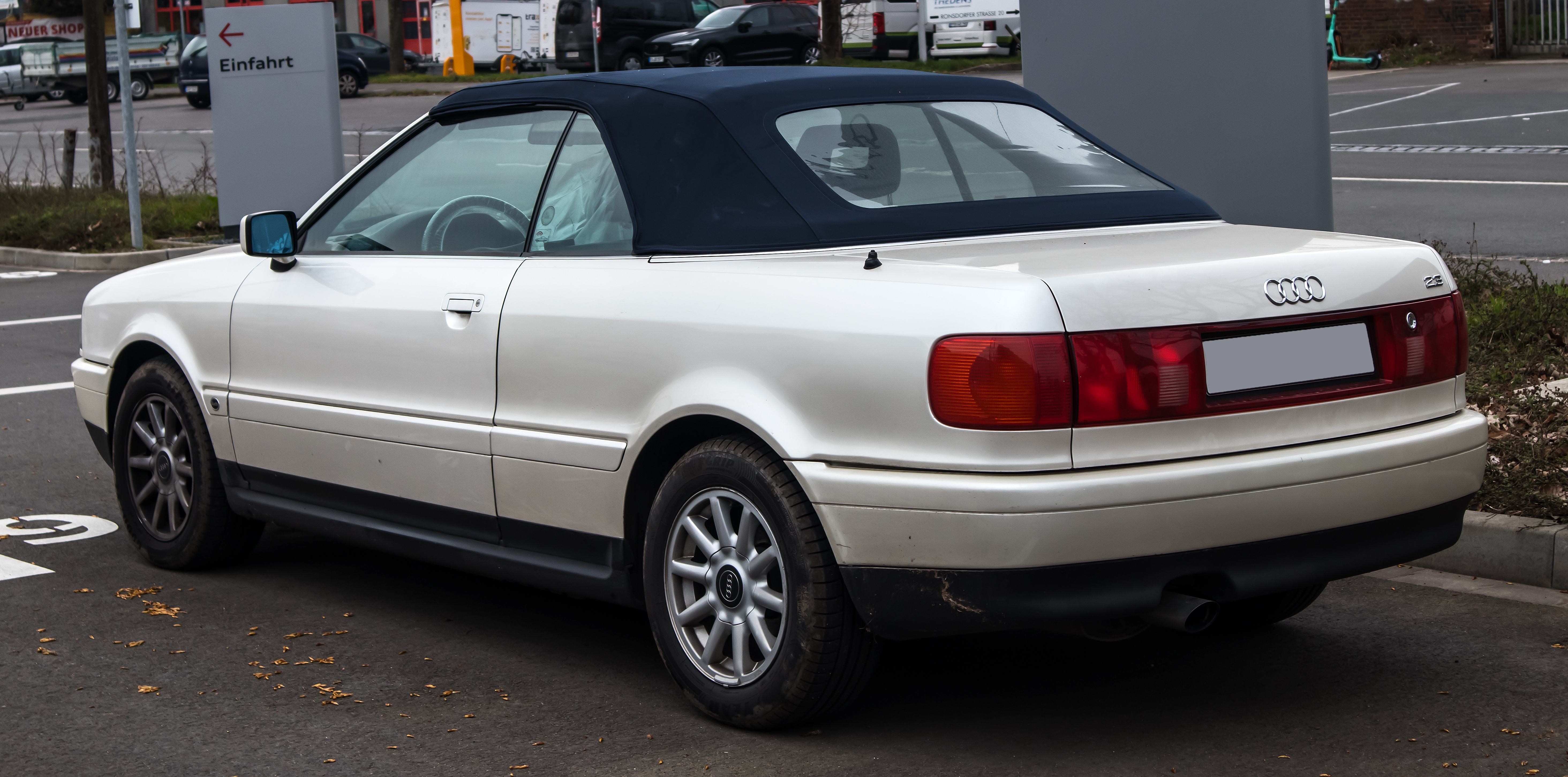
Heckansicht
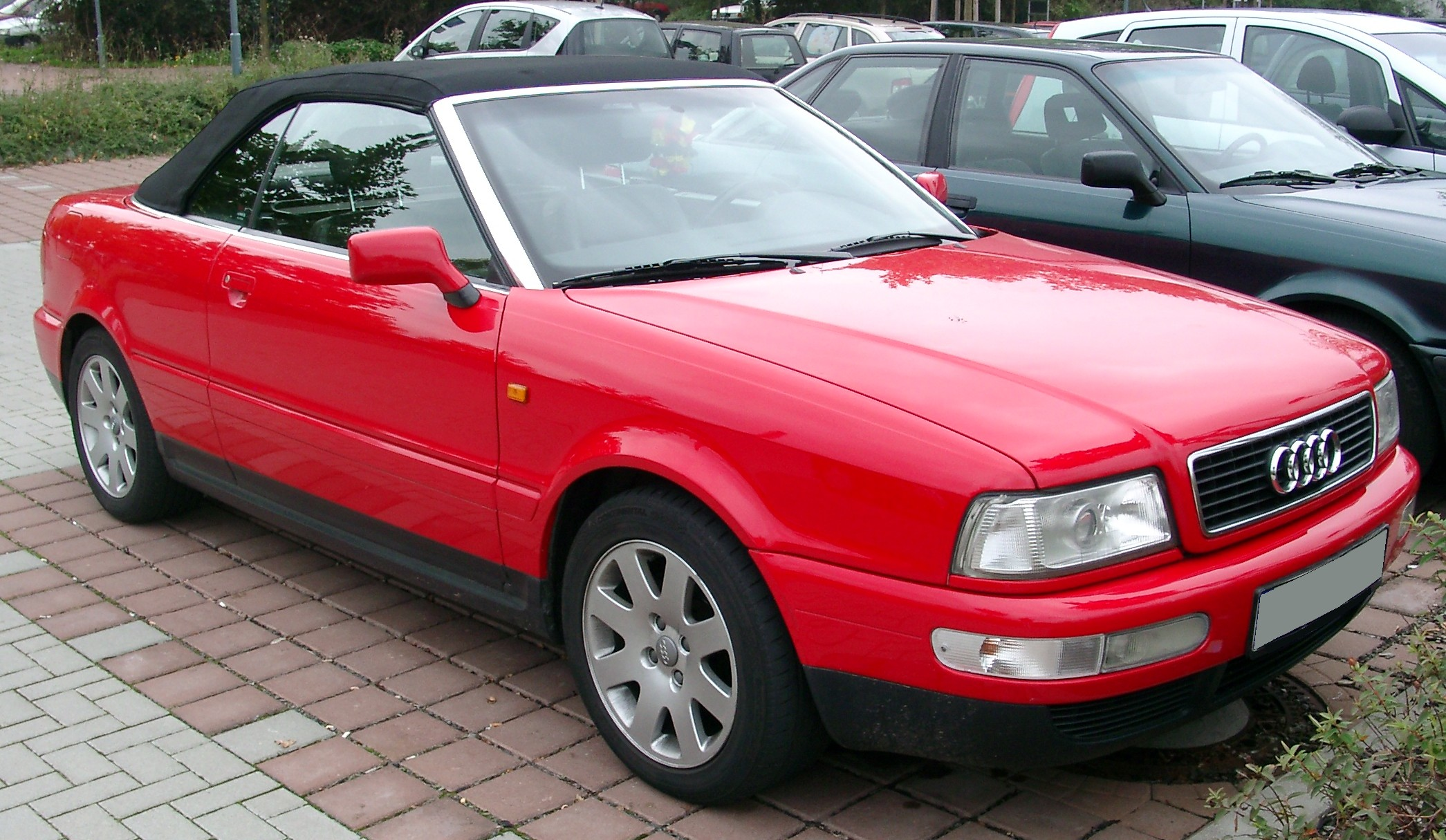
Audi Cabriolet (1997–2000)
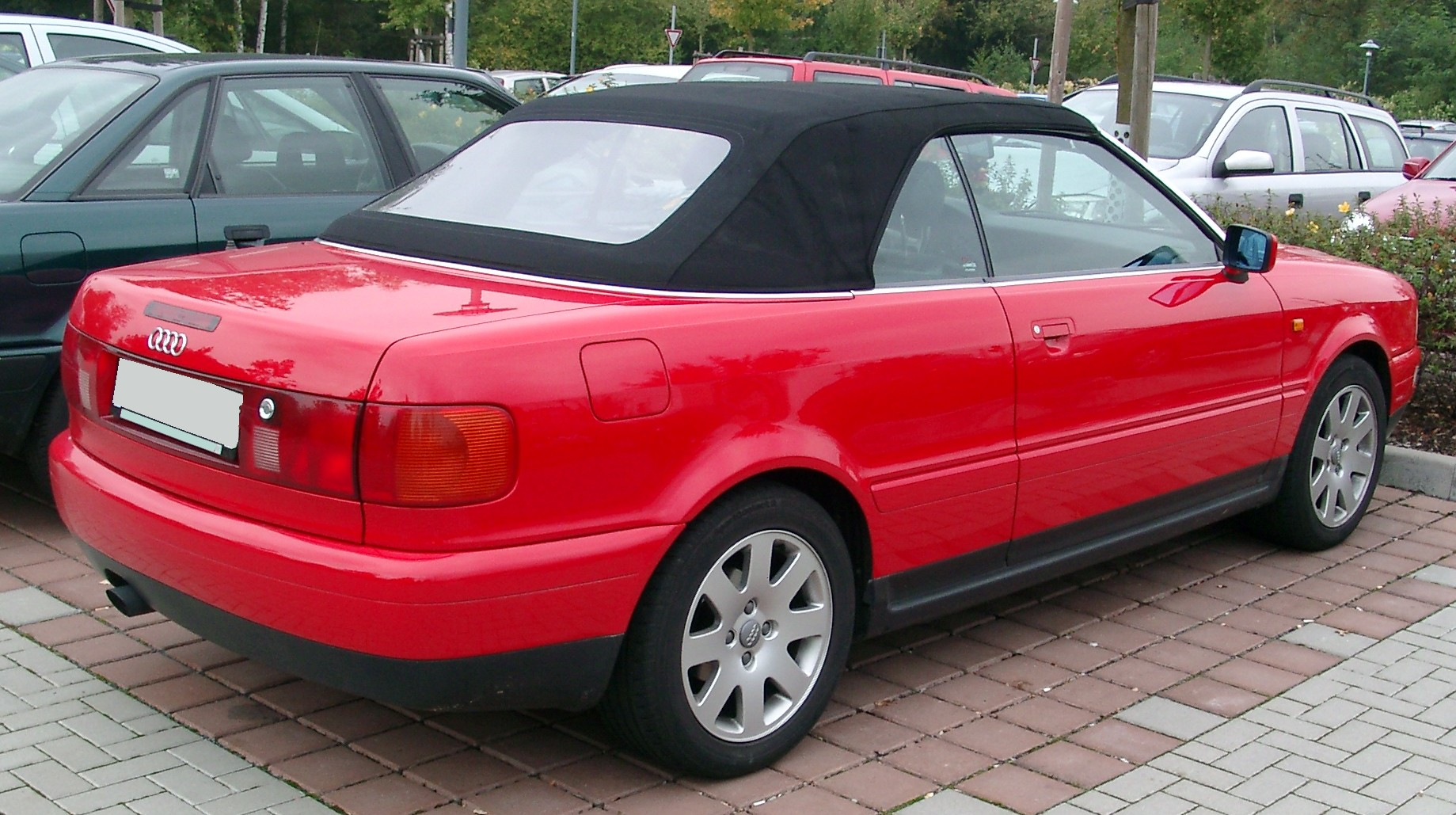
Heckansicht
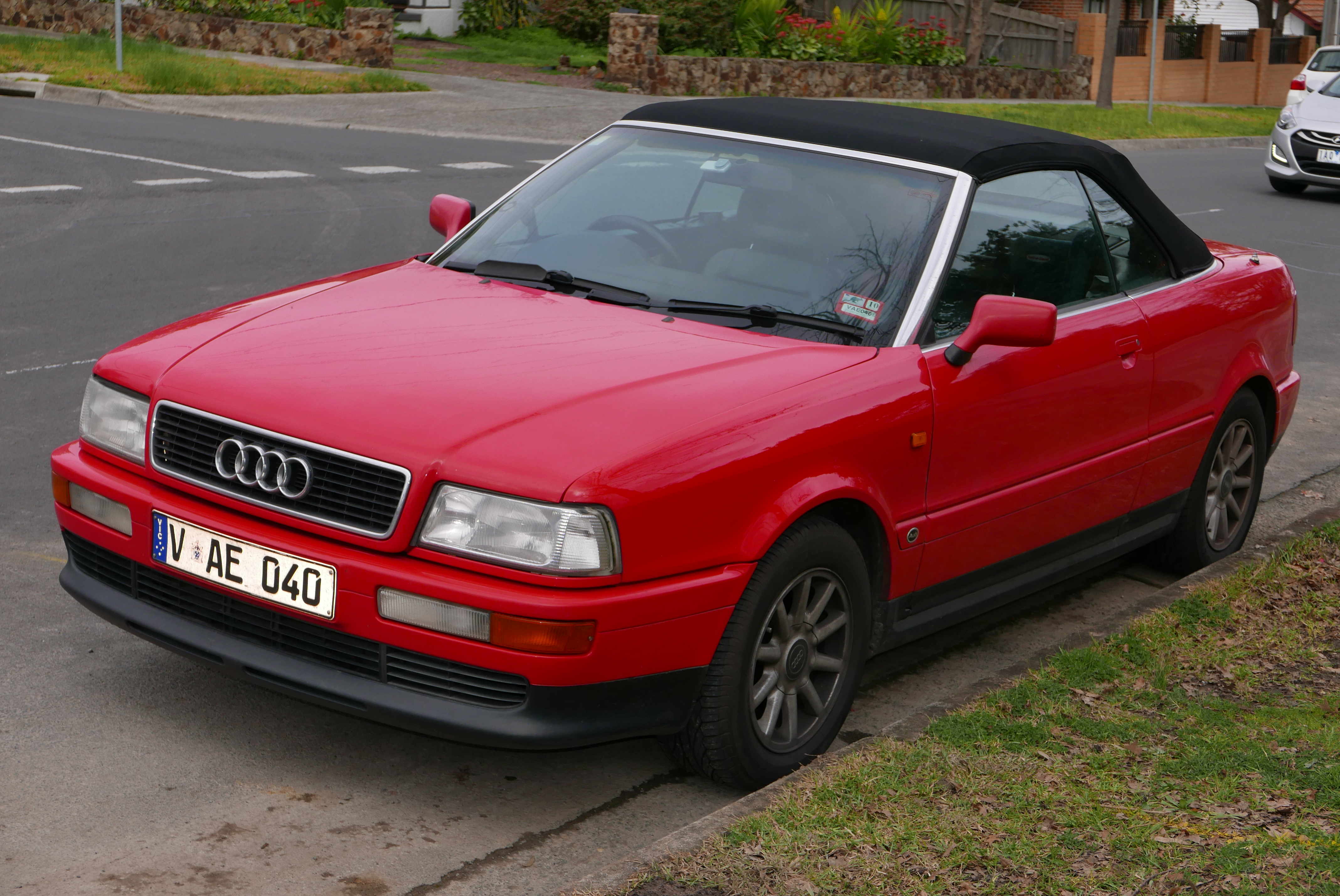
Audi Cabrio V6 (1992–1995) RHD
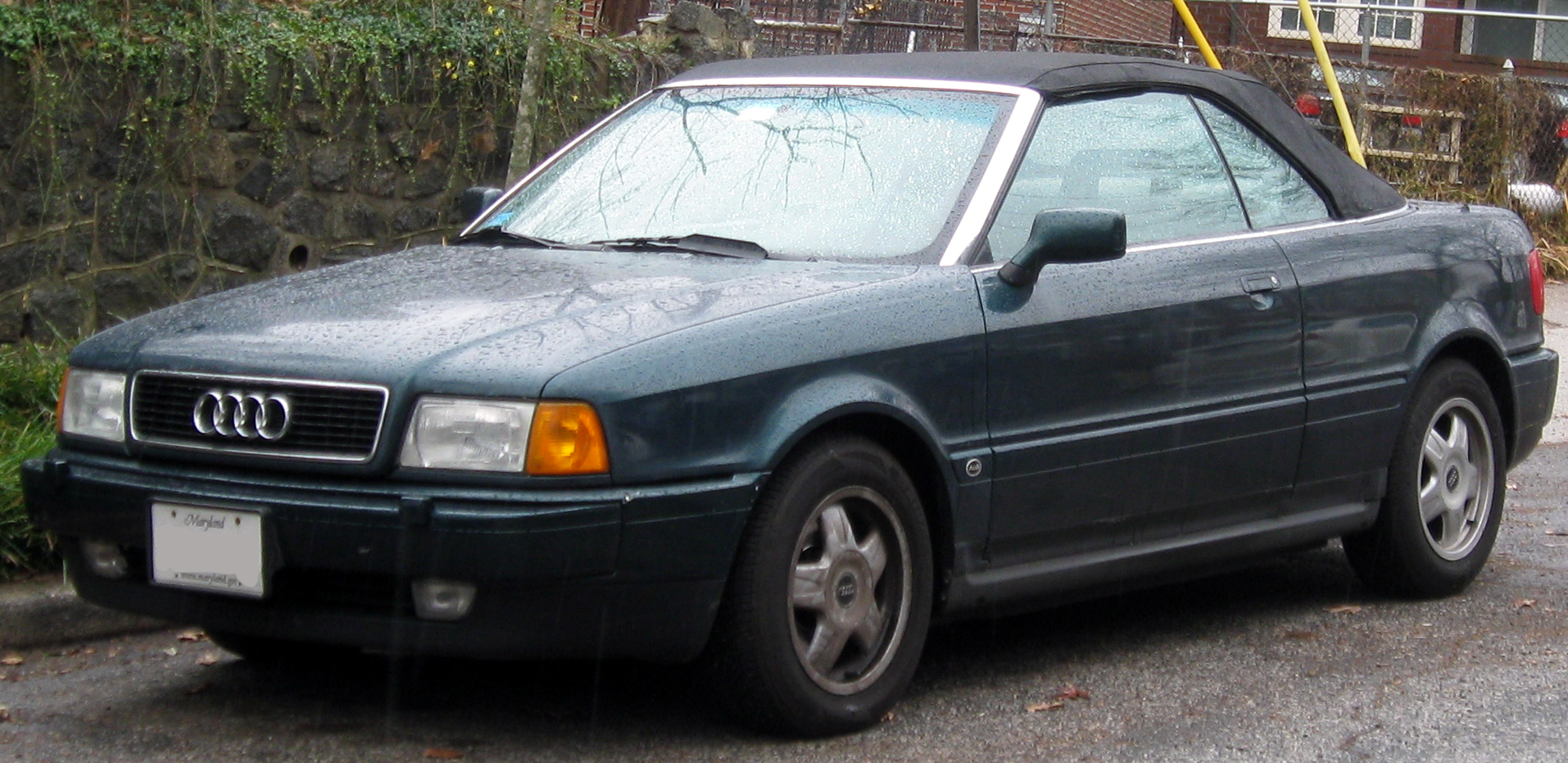
Audi Cabrio (US-Version)

### Technische Daten
| Modellbezeichnung                                                           | 1.8 5V                              | 2.0 E                  | 2.0 16V                | 2.3 E                               | 2.6                                   | 2.8                                   | 1.9 TDI                     | 1.9 TDI                     |
| --------------------------------------------------------------------------- | ----------------------------------- | ---------------------- | ---------------------- | ----------------------------------- | ------------------------------------- | ------------------------------------- | --------------------------- | --------------------------- |
| Bauzeitraum                                                                 | 01/1997–08/2000                     | 01/1993–07/1998        | 06/1995–07/1996        | 05/1991–07/1994                     | 06/1993–08/2000                       | 11/1992–08/2000                       | 06/1995–07/1996             | 07/1996–08/2000             |
| Motor                                                                       | 4-Zylinder-Reihenmotor              | 4-Zylinder-Reihenmotor | 4-Zylinder-Reihenmotor | 5-Zylinder-Reihenmotor              | 6-Zylinder-V-Motor                    | 6-Zylinder-V-Motor                    | 4-Zylinder-Turbodieselmotor | 4-Zylinder-Turbodieselmotor |
| Motorkennbuchstabe                                                          | ADR                                 | ABK                    | ACE                    | NG                                  | ABC                                   | AAH                                   | 1Z                          | AHU                         |
| Hubraum                                                                     | 1781 cm³                            | 1984 cm³               | 1984 cm³               | 2309 cm³                            | 2598 cm³                              | 2771 cm³                              | 1896 cm³                    | 1896 cm³                    |
| Ventile                                                                     | 20 V                                | 8V                     | 16V                    | 10V                                 | 12V                                   | 12V                                   | 8V                          | 8V                          |
| Bohrung × Hub (mm)                                                          | 81 × 86,4                           | 82,5 × 92,8            | 82,5 × 92,8            | 82,5 × 86,4                         | 82,5 × 81                             | 82,5 × 86,4                           | 79,5 × 95,5                 | 79,5 × 95,5                 |
| Leistung bei 1/min                                                          | 92 kW (125 PS) 5800                 | 85 kW (116 PS) 5400    | 103 kW (140 PS) 5900   | 98 kW (133 PS) 5500                 | 110 kW (150 PS) 5750                  | 128 kW (174 PS) 5500                  | 66 kW (90 PS) 4000          | 66 kW (90 PS) 4000          |
| Max. Drehmoment (Nm) bei 1/min                                              | 173 3950                            | 166 3200               | 181 4500               | 186 4000                            | 225 3500                              | 250 3000                              | 202 1900                    | 210 1900                    |
| Höchstgeschwindigkeit (km/h) Werksangaben, Werte in Klammern für Automatik  | 195 (192)                           | 187                    | 202                    | 198                                 | 209 (207)                             | 218 (217)                             | 175                         | 175                         |
| Beschleunigung 0–100 km/h (s) Werksangaben, Werte in Klammern für Automatik | 11,5 (13,9)                         | 12,9                   | 11,5                   | 11,5 (13,9)                         | 10,2 (11,4)                           | 9,8 (11,1)                            | 14,7                        | 14,7                        |
| Verbrauch städtisch/außerstädt./insgesamt (l/100 km)                        | 12,6 / 6,9 / 9,0 (13,0 / 7,4 / 9,4) | 12,9 / 7,8 / 9,7       |                        | 12,6 / 6,9 / 9,0 (13,0 / 7,4 / 9,4) | 14,8 / 7,9 / 10,4 (16,2 / 8,4 / 11,2) | 14,8 / 8,6 / 10,8 (16,1 / 8,8 / 11,4) | 7,5 / 5,2 / 6,0             |                             |
| Leergewicht in kg Werksangaben, Werte in Klammern für Automatik             | 1370 (1390)                         | 1350                   | 1330                   | 1370 (1390)                         | 1415                                  | 1430 (1445)                           | 1400                        | 1400                        |

Interne Bezeichnung 8G

## Neuzulassungen in Deutschland
Aufgeführt sind die jährlichen Neuzulassungen von Audi Cabriolet in Deutschland ab 1999 laut Statistik des Kraftfahrt-Bundesamtes.
| Jahr   | 1999  | 2000  |
| ------ | ----- | ----- |
| Anzahl | 3.235 | 2.194 |

Restliche Neuzulassungen ab 2001 sind der Statistik nicht eindeutig zu entnehmen, da das Audi Cabriolet mit seinem Nachfolgemodell Audi A4 Cabriolet zusammenhängend ausgewiesen worden ist.